# Keizō Miura
Keizo Miura (15 de febrero de 1904 -† 5 de enero de 2006) fue un célebre montañista japonés, patriarca de una célebre familia de esquiadores y de alpinistas.
Uno de sus hijos es Yuichiro Miura, uno de los grandes especialistas en el Everest y héroe de la película-documental « El hombre que bajó el monte Everest ».
En febrero de 2003, a la edad de 99 años, Keizo Miura bajó en esquí el valle Blanco y el macizo del Mont Blanc en compañía de tres generaciones de su familia. Abandonó definitivamente la práctica del esquí alpino en abril de 2005.
Falleció a principios de 2006 con 101 años de edad.

## Honores
- 2004, fue condecorado en Francia con la medalla de oro de la Juventud y los Deportes.